# Variabele voorjaarsuil
De variabele voorjaarsuil (Orthosia incerta) is een nachtvlinder uit de familie van de nachtuiltjes met een spanwijdte van 35 tot 40 mm. De variabele voorjaarsuil overwintert als pop in de grond.
De variabele voorjaarsuil heeft een zeer variabele tekening en kleur, maar is toch goed te herkennen, door de (meestal) vlekkerige tekening en de hoekige vleugelpunt van de voorvleugel.

## Voedsel
De waardplanten zijn allerlei loofbomen, zoals de eik, sleedoorn, wilg en allerlei fruitbomen, maar ook kruidige planten als zuring.

## Verspreiding in Nederland en België
De variabele voorjaarsuil is in Nederland en België een gewone soort die verspreid over de hele regio voorkomt. De vliegtijd is van eind februari tot half mei in één generatie.